# Metopomuscopteryx incurata
Metopomuscopteryx incurata là một loài ruồi trong họ Tachinidae.